# Chetogena erythrocera
Chetogena erythrocera är en tvåvingeart som först beskrevs av Robineau-desvoidy 1830.  Chetogena erythrocera ingår i släktet Chetogena och familjen parasitflugor.
Artens utbredningsområde är Frankrike. Inga underarter finns listade i Catalogue of Life.